# Matrice mitochondriale
- ATP synthase ;
- espace intermembranaire mitochondrial ;
- matrice mitochondriale ;
- crêtes (cristae) ;
- ribosomes ;
- membrane mitochondriale interne ;
- membrane mitochondriale externe ;
- ADN mitochondrial.

Dans une mitochondrie, on appelle matrice mitochondriale le milieu, délimité par la membrane mitochondriale interne, qui contient les ribosomes, le matériel génétique et les enzymes solubles impliquées dans la production d'acétyl-CoA (β-oxydation, complexe pyruvate déshydrogénase) et l'oxydation de ce métabolite (cycle de Krebs).
Le terme de « matrice » provient du fait que ce milieu est sensiblement plus visqueux que le cytoplasme, avec une teneur en eau d'environ 0,8 µl/mg de protéines dans la matrice contre environ 3,8 µl/mg de protéines dans le cytoplasme.
On ignore comment les mitochondries maintiennent l'équilibre osmotique à travers la membrane mitochondriale interne ; cette dernière contient cependant des aquaporines, qui permettent de réguler la circulation de l'eau à travers elle. Le pH de la matrice mitochondriale est d'environ 7,8.
La chaîne respiratoire prend place dans les crêtes de la membrane mitochondriale interne à partir des électrons à haut potentiel de transfert du NADH et du FADH2 formés au cours des oxydations du cycle de Krebs, qui se déroulent dans la matrice.